# Iuri Brejnev
Iuri Leonidovitch Brejnev (em russo: Юрий Леонидович Брежнев, nascido em 1933 — 2013) era o filho do presidente soviético entre 1964 e 1982, Leonid Brejnev.

## Vida e carreira
Antes de sua aposentadoria, ocupou um assento no Comitê Central (CC) do Partido Comunista da União Soviética (PCUS), e trabalhou como Primeiro Vice-Ministro do Ministério do Comércio Exterior. Depois de sua aposentadoria forçada, após alegações de fraude, desvio de verbas e corrupção política, Yuri se tornou um pensionista.  Rapidamente foi preso, e todos os seus bens confiscados. 
Em contraste com sua irmã, Galina Brejneva, que era conhecida por seu temperamento e auto-gratificação, Yuri era uma figura sombria que não gostava muito da atenção pública. Seus amigos e colegas afirmam que ele só manteve relações com os colegas estudantes da Academia Diplomática do Ministério dos Negócios Estrangeiros da Federação Russa. Yuri não esteve ativo na política desde a dissolução da União Soviética, em 1991. 
Após o colapso da URSS, Yuri parou de fazer aparições públicas, e rejeitou uma oferta feita pelo governo russo de cooperar com eles. Em 2000, rejeitou uma oferta para aparecer em um documentário que detalha a "Era da Estagnação", um período que alguns creem que Brejnev iniciou. Yuri negou estas acusações, alegando que o pai não teve nada a ver com a dissolução da União Soviética. 
Era casado com Ludmila Vladimirovna. A esposa de Yuri deu à luz dois filhos, um deles, Andrei Brezhnev acusou o Partido Comunista da Federação Russa (PCFR) de se desviar da ideologia comunista e lançou o Movimento Comunista de Toda a Rússia, sem êxito no final dos anos 1990.  Em 2004, Andrei havia se tornado um membro bem conhecido do PCFR.